# Jürgen Glombek
Jürgen Glombek (* 24. November 1942 in Bydgoszcz, damals Bromberg, Polen unter deutscher Besetzung; † 17. April 2022) war ein deutscher Handballspieler und -trainer. Der Kreisläufer wurde mit dem TSV Grün-Weiß Dankersen Deutscher Meister.

## Karriere
Glombek begann mit zehn Jahren beim VfB Herford mit dem Handballspielen. Im Oktober 1965 wechselte er zum Deutschen Hallen-Vizemeister TSV Grün-Weiß Dankersen. Zwei Wochen später stand das nächste Finale um die Deutsche Meisterschaft an. Gegen den BSV Solingen 98 wurde auf dem Feld mit 14:15 nach Verlängerung verloren. Glombek war für dieses Spiel jedoch noch nicht spielberechtigt. Zwei Jahre später konnte er mit Dankersen dennoch den Titel erringen. Im Finale 1967 wurde der TV Großwallstadt mit 19:16 bezwungen. Dadurch qualifizierte sich die Mannschaft für den erstmals ausgetragenen Feldhandball-Europapokal. Hier war er an den Titelgewinnen 1968 und 1969 beteiligt. Im Januar 1970 schloss er sich dem Kreisligisten TuS Nettelstedt an. Einige Dankerser Stars (darunter auch Herbert Lübking) folgten ihm. Mit dieser Nettelstedter Mannschaft stieg Glombek jedes Jahr sowohl in der Halle als auch auf dem Feld in die nächsthöhere Liga auf. 1975 stand er erneut im Finalspiel um die Deutsche Feldhandballmeisterschaft. Trotz einer 7:0-Führung wurde gegen die TSG Haßloch mit 14:15 verloren. Nach dem Bundesliga-Aufstieg 1976 in der Halle, spielte er noch eine Saison in der höchsten deutschen Spielklasse. Danach spielte er noch einige Male für die Altherren-Mannschaft des Vereins.
In der Saison 1980/81 übernahm Glombek zunächst interimsweise den Kreisligisten TV Gut Heil Petershagen als Trainer. Im Januar 1981 wurde er vom TV Lenzinghausen verpflichtet und wechselte nach Saisonende zum TuS Minderheide. Nach einem Jahr ging er wieder nach Petershagen. Später wurde er Spielertrainer der HSG Barkhausen. Zu Beginn der Saison 1984/85 wurde er für den TuS Hartum verantwortlich. Im März 1985 folgte jedoch die Trennung.
Glombek debütierte am 20. März 1966 beim Qualifikationsspiel zur Weltmeisterschaft 1967 gegen Belgien in Mannheim für die Nationalmannschaft der Bundesrepublik Deutschland. Insgesamt absolvierte er elf Einsätze für die Auswahl, in denen er zehn Tore erzielte.

## Erfolge
- Deutscher Meister (1): 1967
  - Deutscher Vizemeister (2): 1969, 1975
- Feldhandball-Europapokalsieger (2): 1968, 1969